# Paul Samel
Paul Samel (* 23. April 1877 in Grablaugken (Kreis Pillkallen); † 13. Februar 1962 in Bad Godesberg) war ein deutscher Geodät, Photogrammeter und Hochschullehrer.

## Leben

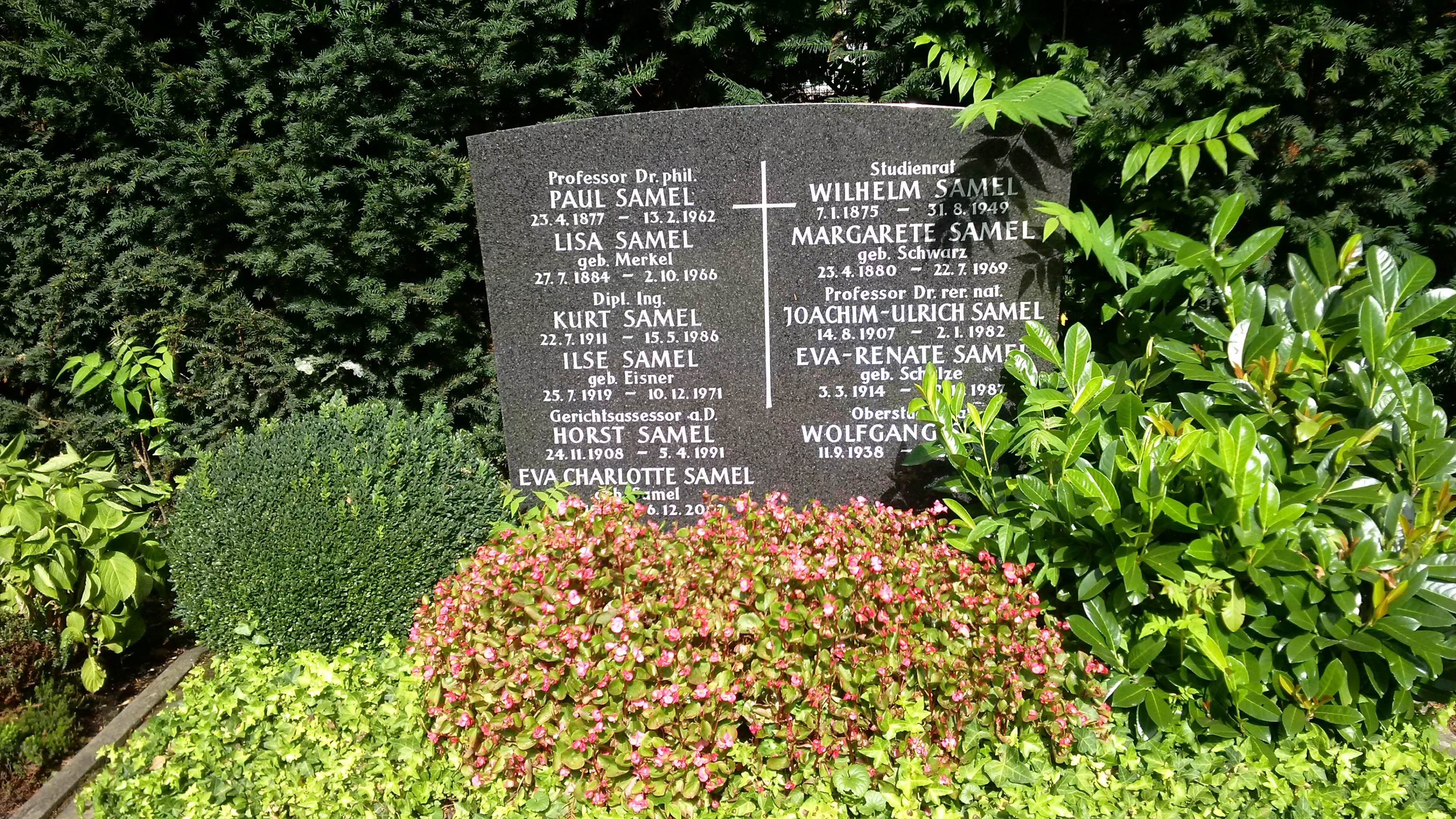
Grabstein Paul Samels auf dem Zentralfriedhof Bad Godesberg

Von 1888 an besuchte er das humanistische Gymnasium in Tilsit, wo er 1897 die Reifeprüfung bestand. Vom 23. April 1900 bis zum 3. Mai 1902 studierte er Geodäsie und Kulturtechnik an der Landwirtschaftlichen Akademie in Bonn-Poppelsdorf. Dort legte er am 24. April 1902 die Landmesserprüfung (I. Staatsprüfung) und am 3. Mai die Kulturtechnische Prüfung ab. Am 28. Mai desselben Jahres erhielt er von der Königlich-Preußischen Oberprüfungskommission für Landmesser in Berlin das Landmesserpatent. Danach war er Landmesser am Geodätisch-kulturtechnischen Büro der Generalkommission in Düsseldorf. Von 1903 bis 1905 war er Assistent an der Landwirtschaftlichen Akademie in Bonn, von 1905 bis 1907 Landmesser in Aachen. Nach der II. Staatsprüfung vor der Generalkommission in Düsseldorf wurde Paul Samel Assistent am Geodätischen Institut. 1910 wurde er in Marburg zum Dr. phil. promoviert. 1913 erfolgte seine Habilitation in Geodäsie, angewandter Mathematik, und er erhielt ab 1914 weitere Lehraufträge.
Als Freiwilliger nahm Samel am Ersten Weltkrieg teil, und zwar von 1916 bis zum 31. Dezember 1918 im Feldwetterdienst und Lichtbildmesswesen in Russland und Frankreich. 1917 erhielt er das Kriegsverdienstkreuz zweiter Klasse mit Schwertern. Am 10. Januar 1919 übernahm er eine Professur der Geodäsie an der Landwirtschaftlichen Hochschule Poppelsdorf, deren Rektor bzw. Prorektor er von 1922 bis 1928 war.
1933 kam es bei der Wahl des Rektors zu einer Kampfabstimmung zwischen dem NSDAP-Mitglied Wilhelm Klein und Paul Samel. Auf der Website des Landschaftsverbandes Rheinland heißt es dazu:

„Bei der erneuten Wahl am 13.6.1933 herrschte zwischen Klein und seinem Gegenkandidaten Paul Samel Stimmengleichheit, so dass die Entscheidung über die Besetzung des Amtes dem Landwirtschaftsminister angetragen wurde, der sich auf Grundlage der Poppelsdorfer Hochschulsatzung für Samel aussprach, der freilich ebenfalls ein linientreuer Verfechter der nationalsozialistischen Weltanschauung war.“

Nach der Eingliederung der Hochschule in die Universität Bonn 1934 wurde er dort Professor. In einer Nachweisung der Universität aus dem Jahre 1935 über die Zugehörigkeit von Universitätsangehörigen zu Freimaurerlogen wurde Samel als ehemaliges Logenmitglied aufgeführt.
1942 wurde er emeritiert. 1956 erhielt er das Bundesverdienstkreuz Erster Klasse.

## Werke
- Geodäsie in Begriffen und Definitionen. Wichmann, Berlin 1949, DNB 454265948  (= Sammlung Wichmann, Band 15; 100 S.).